# 寒亭西杨家埠木版年画旧作坊
寒亭西杨家埠木版年画旧作坊，位于山东省潍坊市寒亭区西杨家埠村，是中华人民共和国山东省文物保护单位之一。
2006年12月7日，授予山东省文物保护单位，是一座古建筑。